# Miss Universo Chile 2023
Miss Universo Chile 2023 fue la 15.ª edición del certamen Miss Universo Chile. Se llevó a cabo en la ciudad de Santiago, Chile el 13 de agosto de 2023. Candidatas de diferentes regiones y comunas compitieron por el título. Al final del evento, Sofia Depassier, Miss Universo Chile 2022 de Santiago, coronó a Celeste Viel de Comunidad Extranjera como su sucesora. Viel representará al país en Miss Universo 2023 el 18 de noviembre en El Salvador.
El evento fue transmitido en vivo por primera vez para todos los países y territorios desde el canal de YouTube del Miss Universo.

## Resultados
| Posiciones               | Concursante |
| ------------------------ | --- |
| Miss Universo Chile 2023 | - Comunidad Extranjera - Celeste Viel |
| Primera finalista        | - Puerto Varas - Kristina Lie |
| Segunda finalista        | - Santiago - Magdalena Landshut |
| Tercera finalista        | - Rancagua - Amaya Butrón ∆ |
| Cuarta finalista         | - Antofagasta - Carla Sánchez |
| Top 11                   | - Chicureo - Catalina Pradenas - Chiloé - Natia Tirachini - Colina - Gabriela Vásquez - La Reina - Karol Eberl ∆ - Providencia - Anais Godoy - San Bernardo - Magdalena Cid |

∆ Candidatas elegidas a través de Choicely App para integrar el Top 11.

## Premios especiales
- Este premio fue entregado por la comunidad de missologos durante la concentración de Miss Universo Chile 2023:

| Posiciones           | Concursante                                                                                         |
| -------------------- | --------------------------------------------------------------------------------------------------- |
| Favoritas Missologos | - Comunidad Extranjera - Celeste Viel - Puerto Varas - Kristina Lie - Santiago - Magdalena Landshut |

- Este premio fue entregado por Juan Manuel Pérez, odontólogo oficial del Miss Universo Chile 2023 en un evento previo al certamen:

| Posiciones   | Concursante |
| ------------ | --- |
| Miss Sonrisa | - Comunidad Extranjera - Celeste Viel                                                                                   |
| Finalistas   | - Antofagasta - Carla Sánchez - Chicureo - Camila Santander - Colina - Gabriela Vásquez - Santiago - Magdalena Landshut |

- La organización Miss Universo Chile otorgó 6 bandas especiales a las destacadas en distintas categorías durante la noche final del certamen:

| Posiciones    | Concursante                                           |
| ------------- | ----------------------------------------------------- |
| Miss Pasarela | - Comunidad Extranjera - Celeste Viel                 |
| Finalistas    | - Providencia - Anais Godoy - Rancagua - Amaya Butrón |

| Posiciones       | Concursante                                                    |
| ---------------- | -------------------------------------------------------------- |
| Miss Artisan PRO | - Puerto Varas - Kristina Lie                                  |
| Finalistas       | - Chicureo - Camila Santander - Huechuraba - Catalina Pradenas |

| Posiciones  | Concursante                                                   |
| ----------- | ------------------------------------------------------------- |
| Miss Conair | - Puerto Varas - Kristina Lie                                 |
| Finalistas  | - Alto Hospicio - Valeria González - Chiloé - Natia Tirachini |

| Posiciones       | Concursante                                         |
| ---------------- | --------------------------------------------------- |
| Miss Impact Away | - Viña del Mar - Martina Gaete                      |
| Finalistas       | - Chiloé - Natia Tirachini - Iquique - Arantza Bori |

| Posiciones     | Concursante                                                       |
| -------------- | ----------------------------------------------------------------- |
| Miss Top Model | - San Bernardo - Magdalena Cid                                    |
| Finalistas     | - Colina - Gabriela Vásquez - Comunidad Extranjera - Celeste Viel |

| Posiciones     | Concursante                                                         |
| -------------- | ------------------------------------------------------------------- |
| Miss Elegancia | - Ovalle - Carla Ossandon                                           |
| Finalistas     | - Antofagasta - Carla Sánchez - Comunidad Extranjera - Celeste Viel |

- Este premio fue otorgado por el voto popular a través de la app oficial de Miss Universo Chile e ingresaban automáticamente al cuadro de finalistas :

| Posiciones          | Concursante                                        |
| ------------------- | -------------------------------------------------- |
| Miss Choicely Chile | - La Reina - Karol Eberl - Rancagua - Amaya Butrón |

## Jurados
- Juan Manuel Pérez: Odontólogo oficial del Miss Universo Chile 2023.
- Álvaro Carreño: CEO de Clínica Dermovien.
- Leah Ashmore: Miss Universo Paraguay 2022.
- Mario Irazzoky: Mister Chile 2019.
- Catherine Dauvin: Dama Chilena 2022.
- Sofia Depassier: Miss Universo Chile 2022.
- Natalie Ackermann: Directora Nacional de Miss Universo Colombia y Miss Universo Alemania.
- Kaius Meskanen: CEO de Choicely App.
- Stephany Carrera: Social Media Manager.

## Candidatas
18 candidatas han sido confirmadas:
| Candidata                         | Edad | Representación       |
| --------------------------------- | ---- | -------------------- |
| Amaya Butrón                      | 20   | Rancagua             |
| Anais Godoy Mussons               | 19   | Providencia          |
| Arantza Natalia Bori Heyne        | 21   | Iquique              |
| Camila Santander                  | 25   | Huechuraba           |
| Carla Ossandon                    | 27   | Ovalle               |
| Carla Sánchez                     | 24   | Antofagasta          |
| Catalina Pradenas                 | 21   | Chicureo             |
| Celeste Viel Caballero            | 23   | Comunidad Extranjera |
| Francisca Sembler Cubillos        | 26   | Las Condes           |
| Gabriela Vásquez Davila           | 24   | Colina               |
| Indira Bravo Amaya                | 22   | Arica                |
| Karol Eberl                       | 21   | La Reina             |
| Kristina Lie                      | 26   | Puerto Varas         |
| Magdalena Cid                     | 19   | San Bernardo         |
| Magdalena Landshut                | 19   | Santiago             |
| Martina Gaete                     | 18   | Viña del Mar         |
| Natia Juliette Tirachini Lincoleo | 26   | chiloé               |
| Valeria Fernanda González         | 22   | Alto Hospicio        |

### Retiros
- Constanza Núñez representaría a la Peñaflor, pero tiempo antes del concurso renunció al título.
- Macarena Quinteros Tapia representaría a la Patagonia, pero renunció al título por razones desconocidas.

## Datos acerca de las delegadas
- Algunas delegadas nacieron o viven en otro país distinto al que representan, o tienen un origen étnico distinto:
  - Indira Bravo (Arica) es mitad boliviana.
  - Celeste Viel (Comunidad Extranjera) nació y radica en Estados Unidos.
- Otros datos significativos de algunas delegadas:
  - Celeste Viel (Comunidad Extranjera) es hija del actor y presentador Felipe Viel.[4]
  - Kristina Lie (Puerto Varas) es la primera candidata del certamen que participa siendo madre.[5][6][7]